# Placostegus assimilis
Placostegus assimilis är en ringmaskart som beskrevs av McIntosh 1885. Placostegus assimilis ingår i släktet Placostegus och familjen Serpulidae. Inga underarter finns listade i Catalogue of Life.